# Jean-Baptiste Millet

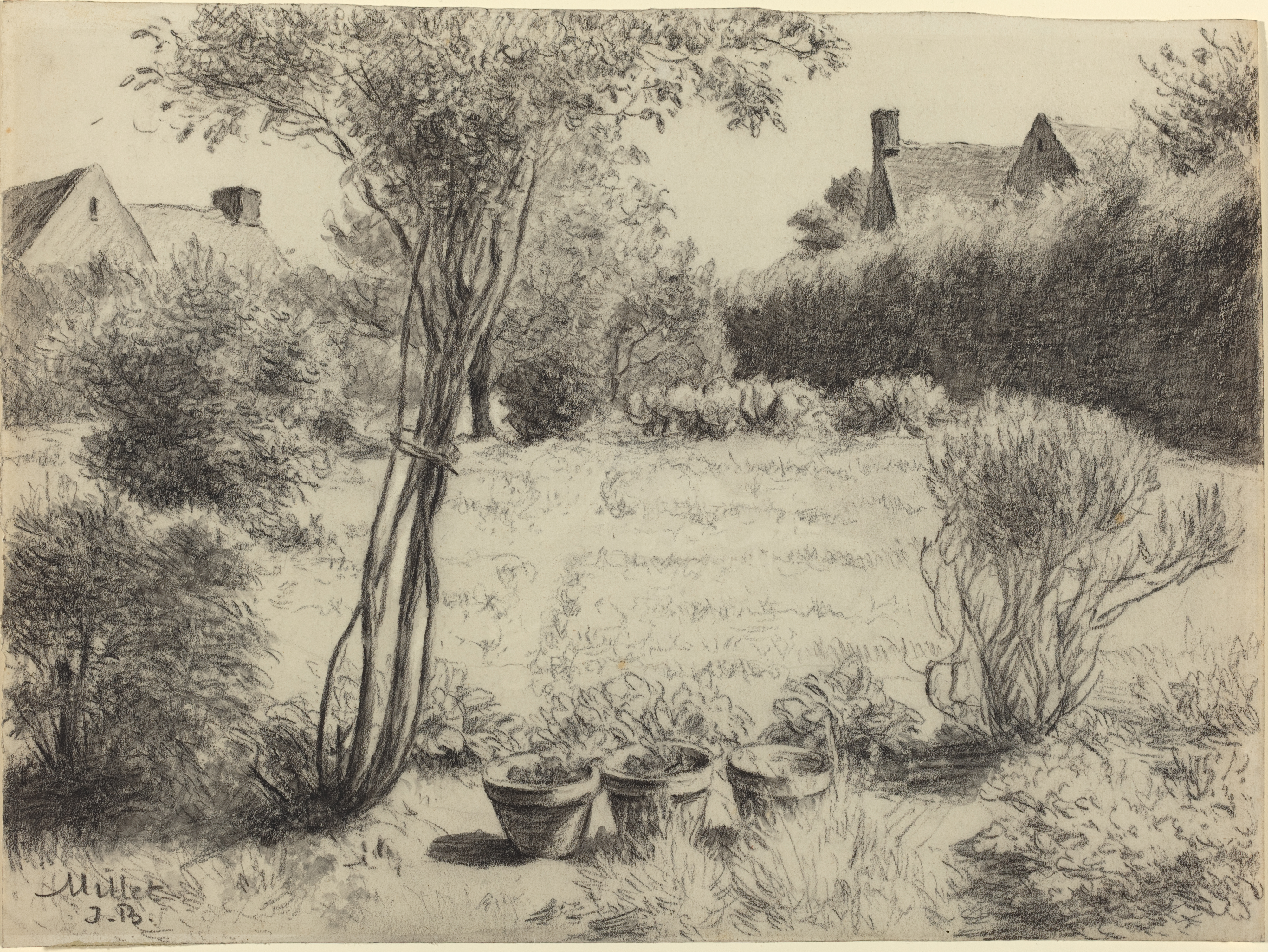
Jean-Baptiste Millet: Jardin ensoleillé (Sunlit Garden). National Gallery of Art, Washington D. C.

Jean-Baptiste Millet (* 17. Juni 1830 in Gréville-Hague, heute eine Gemeinde in Gruchy, Département Manche, Normandie; † März 1906 in Auvers-sur-Oise, Département Val-d’Oise) war ein französischer Maler, Holzstecher und Bildhauer. Er war der jüngere Bruder des Malers Jean-François Millet (1814–1875) und wurde stark von ihm beeinflusst.

## Leben
Jean-Baptiste Millet entstammte einer Bauernfamilie in der Normandie. Nach ersten künstlerischen Studien bei seinem Bruder und anderen brachte er sich die Techniken der Aquarellmalerei und des Holzschnitts selbst bei. Zwischen 1870 und 1880 stellte er regelmäßig auf dem Pariser Salon aus, insbesondere mit Aquarellen ländlicher und bäuerlicher Szenen. 1876 nahm er mit etwa zehn Aquarellen an der zweiten Impressionisten-Ausstellung in der Galerie Paul Durand-Ruel in Paris teil. In den 1850er Jahren wirkte er daneben als Steinbildhauer und half unter der Leitung von Eugène Viollet-le-Duc bei der Restaurierung bedeutender Bauwerke wie der Kathedrale Notre-Dame de Paris und der Basilika Sainte-Marie-Madeleine in Vézelay. Um 1878 zog er nach Pontoise und später nach Saumur, wo er seine letzten Lebensjahre verbrachte.
Er war verheiratet und hatte einen Sohn namens Pierre. Er wurde auf dem Friedhof von Auvers-sur-Oise beigesetzt. Nach seinem Tod vermachte ein Verwandter, Dr. Ono, der Stadt Cherbourg zwischen 1914 und 1915 zahlreiche seiner vor 1880 entstandenen Werke. Einige davon befinden sich heute im Musée Thomas Henry in Cherbourg-en-Cotentin, Frankreich.

## Werk

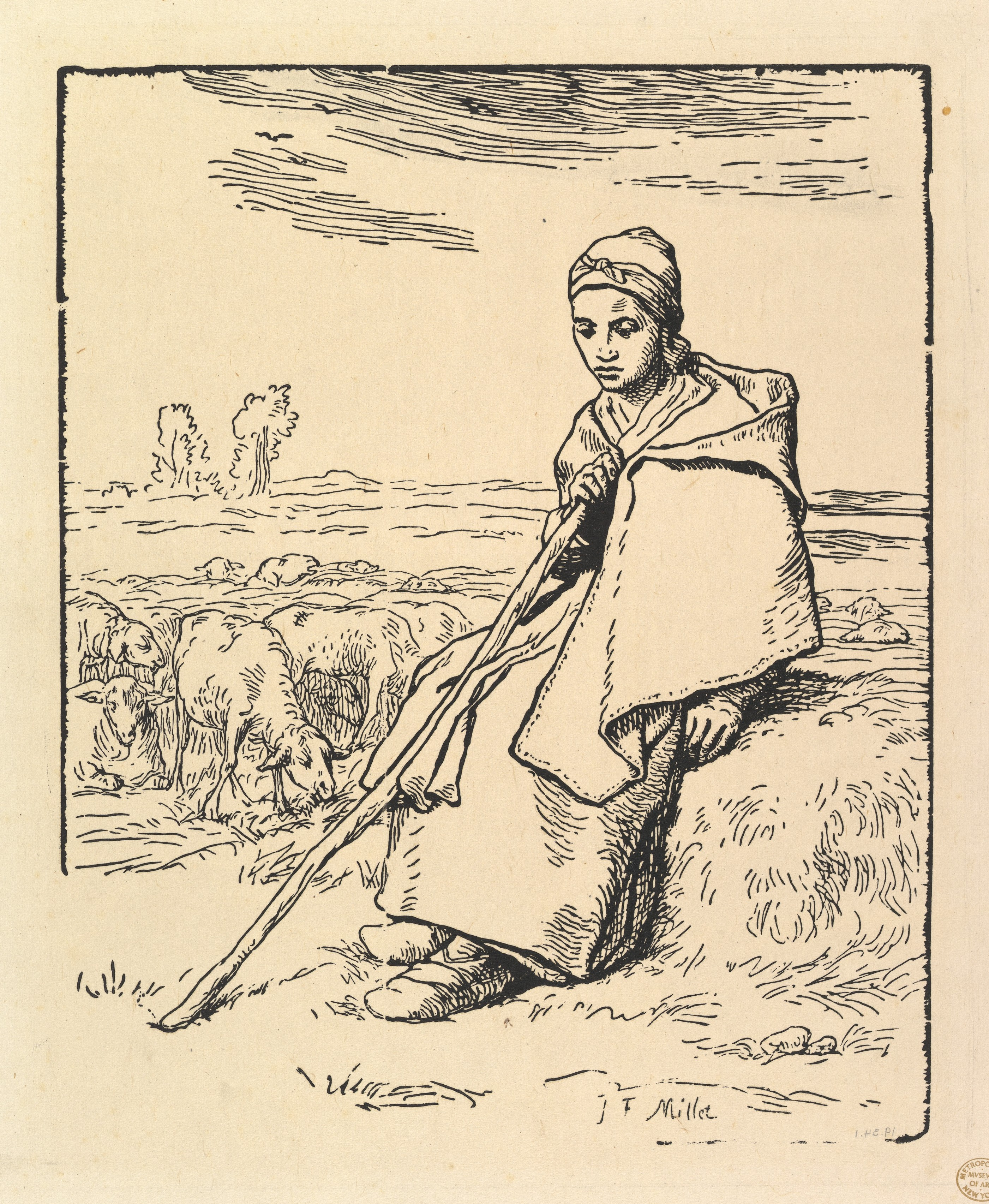
Jean-Baptiste Millet: Bergère assise (Holzschnitt von Jean-Baptiste Millet nach einer Zeichnung von Jean-François Millet). Metropolitan Museum of Art, New York

Jean-Baptiste Millet widmete sich vornehmlich der Darstellung bäuerlicher Szenen und ländlicher Landschaften. Viele seiner Aquarelle und Holzschnitte zeigen Tagelöhner und Feldarbeiter in einer einfachen, aber würdevollen Darstellung. Er interpretierte und reproduzierte auch Werke seines Bruders, der ihn als Mentor begleitete. Sein Stil ist geprägt von einem realistischen, naturverbundenen Blick auf das Landleben – analog zu, aber weniger bekannt als, der Malerei der Schule von Barbizon und der französischen Realisten.